# Ардоре
Ардоре (італ. Ardore, сиц. Ardure) — муніципалітет в Італії, у регіоні Калабрія,  метрополійне місто Реджо-Калабрія.
Ардоре розташоване на відстані близько 520 км на південний схід від Рима, 90 км на південний захід від Катандзаро, 45 км на схід від Реджо-Калабрії.
Населення — 5112 осіб (2014).
Щорічний фестиваль відбувається 6 листопада. Покровитель — San Leonardo.

## Демографія
Населення за роками:

Станом на 1 січня 2023 року в муніципалітеті офіційно проживали 374 іноземці з 26 країн, серед них 82 громадяни країн Євросоюзу та 24 громадяни України.

## Сусідні муніципалітети
- Бенестаре
- Боваліно
- Чиміна
- Платі
- Сант'Іларіо-делло-Йоніо